# الکس ساوت
الکس ساوت (انگلیسی: Alex South؛ ۷ ژوئیهٔ ۱۹۳۱ – ۱۷ ژانویهٔ ۲۰۲۴) بازیکن فوتبال اهل بریتانیا بود.
از باشگاه‌هایی که در آن بازی کرده‌است می‌توان به باشگاه فوتبال لیورپول و باشگاه فوتبال برایتون اند هوو آلبیون اشاره کرد.